# Kingdonella rivuna
Kingdonella rivuna är en insektsart som beskrevs av Huang, C. 1981. Kingdonella rivuna ingår i släktet Kingdonella och familjen gräshoppor. Inga underarter finns listade i Catalogue of Life.